# Bursinia breviceps
Bursinia breviceps är en insektsart som beskrevs av Géza Horváth 1913. Bursinia breviceps ingår i släktet Bursinia och familjen Dictyopharidae.
Artens utbredningsområde är Spanien. Inga underarter finns listade i Catalogue of Life.